# Red Siren
Red Siren (La sirène rouge) è un film del 2002 diretto da Olivier Megaton.
È basato sul romanzo La Sirène rouge di Maurice G. Dantec (1993).